# Hidroelektrarna Plave
Hidroelektrarna Plave (kratica HE Plave) je ena izmed hidroelektrarn v Sloveniji; leži na reki Soči. Spada pod podjetje Soške elektrarne Nova Gorica.
Elektrarna skupaj z novejšo elektrarno HE Plave 2, HE Ajba in črpalno hidroelektrarno Avče izkorišča vodni bazen za pregrado Ajba. Strojnica HE Plave pa leži na desnem bregu reke Soče v bližini naselja Plave. Ta elektrarna je bila zgrajena v času italijanske okupacije Primorske skupaj s HE Doblar. Prvotno je proizvajala električno energijo s frekvenco 42 Hz, po drugi svetovni vojni in priključitvi Primorske k Jugoslaviji pa so z remontom in izgradnjo daljnovoda Doblar-Plave-Ljubljana prešli na frekvenco 50 Hz. Elektrarni sta bili takrat najmodernejši na območju Slovenije in sta skupaj pokrivali 40% potreb po električni energiji.